# Khémisset
Khémisset (en àrab الخميسات, al-Ḫamīsāt; en amazic ⵅⴻⵎⵉⵙⵙⴻⵜ) és un municipi de la província de Khémisset, a la regió de Rabat-Salé-Kenitra, al Marroc. Segons el cens de 2014 tenia una població total de 131.542 persones. Es troba a 86 kilòmetres de Rabat, a 55 de Meknès i a 120 de Fes. La majoria de la població és amaziga i parla el tamazight del Marroc Central.

## Evolució demogràfica
| 58.925                                                             | 88.839 | 105.088 | 185 124 |
| 1982 : cens secundari ; 1994, 2004 : cens oficial ; 2007 : calcul. |        |         |         |